# Пригородок
При́городок — село в Україні, у Рукшинській сільській територіальній громаді Дністровського району Чернівецької області.

## Географія
Біля села річки Потин, Варниця впадають у Дністер.

## Історія

### Передісторія
На території села у чотирьох місцях було виявлено рештки мисливських стійбищ та рештки скотарсько-землеробських поселень.
Збереглися також руїни укріпленої боярської садиби[а] часів Галицько-Волинського князівства.

### Історія після заснування
У вересні 1774 року австрійські війська окупували Чернівецький, Сучавський і північну частину Хотинського «дистрикта» для того, щоб кордон між Габсбурзькою та Османською імперіями проходив по лінії Пригородок-Чорнівка. Але після підписання Баламутівської конвенції 2 липня 1776 року кордон між державами проліг по прямій лінії від Онута до Новоселиці, і Хотинщина знову була під Османською імперією.
За даними на 1859 рік у власницькому селі Хотинського повіту Бессарабської губернії, налічувалось 95 дворових господарств, існувала православна церква.
Станом на 1886 рік у власницькому селі Рукшинської волості мешкало 635 осіб, налічувалось 131 дворове господарство, існувала православна церква.
Село пережило голодомор 1946—1947 рр., про що була згадка у таємному листі секретаря Хотинського райкому КП(б)У Жиленка.
З 24 серпня 1991 року село входить до складу незалежної України.

## Населення
Населення становить 822 особи.

### Мова
Розподіл населення за рідною мовою за даними перепису 2001 року:
| Мова            | Кількість | Відсоток |
| --------------- | --------- | -------- |
| українська      | 818       | 99.51%   |
| російська       | 2         | 0.25%    |
| білоруська      | 1         | 0.12%    |
| інші/не вказали | 1         | 0.12%    |
| Усього          | 822       | 100%     |

## Постаті
- Боднарюк Олександр Васильович — молодший сержант Збройних сил України, загинув в боях за Донецький аеропорт.

## Природа
Неподалік від села розташований Орестовський іхтіологічний заказник. На схід від села розташова геологічна пам'ятка природи «Стратотип пригородської свити силуру».

## Виноски
1. ↑  Хотинщина. Історичний нарис, 2002, с. 19.
2. ↑  Хотинщина. Історичний нарис, 2002, с. 25.
3. ↑  Хотинщина. Історичний нарис, 2002, с. 60.
4. ↑  Хотинщина. Історичний нарис, 2002, с. 125.
5. ↑  Бессарабская область. Список населенных мест по сведениям 1859 года. Санкт-Петербург, 1861 (рос.), (код 941)
6. ↑  Волости и важнѣйшія селенія Европейской Россіи. По данным обслѣдованія, произведеннаго статистическими учрежденіями Министерства Внутренних Дѣл, по порученію Статистическаго Совѣта. Изданіе Центральнаго Статистическаго Комитета. Выпуск VIII. Губерніи Новороссійской группы. СанктПетербургъ. 1886. — VI + 157 с. (рос. дореф.)
7. ↑  Хотинщина. Історичний нарис, 2002, с. 242.
8. ↑  Рідні мови в об'єднаних територіальних громадах України — Український центр суспільних даних